# Batuli (nữ diễn viên)
Yobnesh Yussuf Hassan là một nữ diễn viên người Tanzania  (sinh ngày 1 tháng 2) thường được biết đến với cái tên Batuli. Cô đã được đặc trưng trong hơn mười bộ phim bao gồm các diễn viên lớn như Steven Kanumba và Vincent Kigosi.

## Cuộc sống ban đầu và cá nhân
Batuli được sinh ra ở Mwanza. Cô có hai con trai. Cô bắt đầu sự nghiệp diễn xuất vào năm 2000.

## Đóng phim

### Phim
| Tên phim                | Vai trò | Tham chiếu              |
| ----------------------- | ------- | ----------------------- |
| Ndoa Ya Utata           | Batuli  | [ 1 ] [ 3 ] [ 4 ] [ 5 ] |
| Xui xẻo                 |         | [ 1 ] [ 3 ] [ 4 ] [ 5 ] |
| Gia đình 5 ngày         |         | [ 1 ] [ 3 ] [ 4 ] [ 5 ] |
| Ramadhan                |         | [ 1 ] [ 3 ] [ 4 ] [ 5 ] |
| Kazi yangu              |         | [ 1 ] [ 3 ] [ 4 ] [ 5 ] |
| Sóng của Sarrow         |         | [ 1 ] [ 3 ] [ 4 ] [ 5 ] |
| Nấm                     |         | [ 1 ] [ 3 ] [ 4 ] [ 5 ] |
| Ra ngoài                |         | [ 1 ] [ 3 ] [ 4 ] [ 5 ] |
| Vinh quang của Ramadhan |         | [ 1 ] [ 3 ] [ 4 ] [ 5 ] |
| Vị hôn phu của tôi      |         | [ 1 ] [ 3 ] [ 4 ] [ 5 ] |
| Gợn sóng của nước mắt   |         | [ 1 ] [ 3 ] [ 4 ] [ 5 ] |
| Máy móc                 |         | [ 1 ] [ 3 ] [ 4 ] [ 5 ] |
| Shobo Dundo             |         | [ 6 ]                   |